# Cabezón de Liébana
Cabezón de Liébana is een gemeente in de Spaanse provincie en regio Cantabrië met een oppervlakte van 81,43 km². Cabezón de Liébana telt 601 inwoners (1 januari 2016).

## Demografische ontwikkeling
Bron: INE, 1857-2011: volkstellingen